# Felga BBS

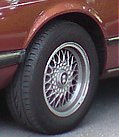
Model RA

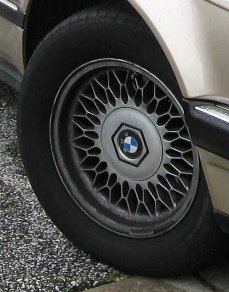
Model z lat 90. z wzorem plastra miodu

Felga BBS – felga produkcji firmy BBS Kraftfahrzeugtechnik AG. Zasłużyła sobie na osobne miejsce w świadomości entuzjastów motoryzacji w latach 80., kiedy była stosowana w wyższych wersjach prestiżowych marek, zwłaszcza BMW. Swą rozpoznawalność zawdzięczała specyficznemu wzornictwu, upodobniającemu ją do kół szprychowych. Wzór miał sugerować lekkość i dynamikę. Kolejne modele tej firmy zmieniły wzornictwo i wersje szprychowe nie były produkowane.

## Historia i modele
W roku 1972 firma BBS zapoczątkowała produkcję trzyczęściowej felgi do zastosowania w sportach motorowych. W roku 1983 dopracowano technologię produkcji, tak aby koszt lekkiej trzyczęściowej felgi umożliwiał oferowanie jej jako opcji do popularnych samochodów klas wyższych. Wzory z krzyżującymi się liniami, które miały udawać koła szprychowe stosowane w latach 30. XX w., są charakterystyczne dla wielu aut produkowanych w latach 80. i 90.
Wprowadzona na rynek w roku 1983 felga RS stała się poszukiwana na rynku części używanych i była naśladowana przez innych producentów. Innym popularnym wzorem felg BBS był model RG, znany też pod nazwą Rennsport.
Współcześnie felgi BBS są dostarczane na pierwszy montaż do różnych marek samochodów, jednak wzornictwo znacznie różni się od modelu RS z lat 80.